# Ovarvídeo
Ovarvídeo é um festival de vídeo de Portugal, criado em 1995.

## Finalidade
Promover e divulgar o vídeo como uma válida forma de expressão artística, oferecer um espaço para o surgimento de novos talentos, proporcionar um contacto estreito entre os autores e a cada vez mais jovem e numerosa audiência — também ela ávida de participar no desenvolvimento deste acutilante "media" do novo milénio - e, obviamente, dotar o concelho de Ovar de uma infraestrutura permanente e vocacionada para esta área - eis o que norteou a génese de um festival ligado ao audiovisual, objetivamente materializado pela disponibilidade da Câmara Municipal de Ovar em o realizar e promover.